# UFC Fight Night: Rodríguez vs. Stephens
UFC Fight Night: Rodríguez vs. Stephens（ユーエフシー・ファイトナイト：ロドリゲス・バーサス・スティーブンス、別名UFC Fight Night 159、UFC on ESPN+ 17）は、アメリカ合衆国の総合格闘技団体「UFC」の大会の一つ。2019年9月21日、メキシコ・メキシコシティのメキシコシティ・アリーナで開催された。

## 大会概要
本大会ではヤイール・ロドリゲスとジェレミー・スティーブンスによるフェザー級戦が組まれたが、試合開始直後にロドリゲスのアイポークによりスティーブンスが試合続行不可能になりノーコンテストに終わった。

## 試合結果

### プレリミナリーカード
第1試合 ライト級 5分3R
○  クラウディオ・プエレス vs.  マルコス・マリアノ ×
3R終了 判定3-0（30–25、30–25、30–25）
第2試合 女子バンタム級 5分3R
○  ベチ・コヘイア vs.  シジャラ・ユーバンクス ×
3R終了 判定3-0（29–28、29–28、29-28）
第3試合 ライトヘビー級 5分3R
○  ポール・クレイグ vs.  ヴィニシウス・モレイラ ×
1R 3:19 リアネイキドチョーク
第4試合 フライ級 5分3R
○  セルジオ・ペティス vs.  タイソン・ナム ×
3R終了 判定3-0（30-27、30-27、30-27）
第5試合 女子ストロー級 5分3R
○  アンジェラ・ヒル vs.  アリアネ・カルネロッシ ×
3R 1:56 TKO（ドクターストップ）
第6試合 フェザー級 5分3R
○  カイル・ネルソン vs.  マルコ・ポーロ・レイエス ×
1R 1:36 TKO（右フック）
第7試合 バンタム級 5分3R
○  ホセ・キノネス vs.  カルロス・フアチン ×
3R終了 判定3-0（30-27、30-27、30-27）

### メインカード
第8試合 フェザー級 5分3R
○  スティーブン・ピーターソン vs.  マルティン・ブラボー ×
2R 1:31 KO（スピニングバックブロー）
第9試合 63.5kg級 5分3R
○  アイリーン・アルダナ vs.  バネッサ・メロ ×
3R終了 判定3-0（30-26、30-26、30-26）
※メロの体重超過によりバンタム級から変更。
第10試合 フライ級 5分3R
△  ブランドン・モレノ vs.  アスカル・アスカロフ △
3R終了 判定1-1（28-28、28-29、30-27）
第11試合 女子ストロー級 5分3R
○  カーラ・エスパルザ vs.  アレクサ・グラッソ ×
3R終了 判定2-0（28-28、29-28、29-28）
第12試合 フェザー級 5分5R
－  ヤイール・ロドリゲス vs.  ジェレミー・スティーブンス －
1R 0:15 無効試合（故意でないサミング）

### 各賞
ファイト・オブ・ザ・ナイト： カーラ・エスパルザ vs. アレクサ・グラッソ
パフォーマンス・オブ・ザ・ナイト： スティーブン・ピーターソン、ポール・クレイグ
各選手にはボーナスとして5万ドルが授与された。

### カード変更
負傷などによるカードの変更は以下の通り。